# FC Achtamar Sevan
Football Club Achtamar Sevan (arménsky: Ֆուտբոլային Ակումբ „Ախթամար“ Սևան) byl arménský fotbalový klub sídlící ve městě Sevan. Klub byl založen v roce 1990, zanikl v roce 1994.

## Umístění v jednotlivých sezonách
Zdroj:
Legenda: Z - zápasy, V - výhry, R - remízy, P - porážky, VG - vstřelené góly, OG - obdržené góly, +/- - rozdíl skóre, B - body, červené podbarvení - sestup, zelené podbarvení - postup, fialové podbarvení - reorganizace, změna skupiny či soutěže
| Arménie (1992 – 1993) |                   |        |    |    |   |    |    |    |     |    |        |
| Sezóny                | Liga              | Úroveň | Z  | V  | R | P  | VG | OG | +/- | B  | Pozice |
| 1992                  | Bardsragujn chumb | 1      | 22 | 5  | 5 | 12 | 28 | 42 | -14 | 15 | 22.    |
| 1993                  | Aradżin chumb     | 2      | 22 | 13 | 3 | 6  | 45 | 16 | -29 | 29 | 4.     |